# Augochlora rightmyerae
Augochlora rightmyerae is een vliesvleugelig insect uit de familie Halictidae. De wetenschappelijke naam van de soort is voor het eerst geldig gepubliceerd in 2000 door Engel.